# Ana de Sajonia-Wittenberg (fallecida en 1327)

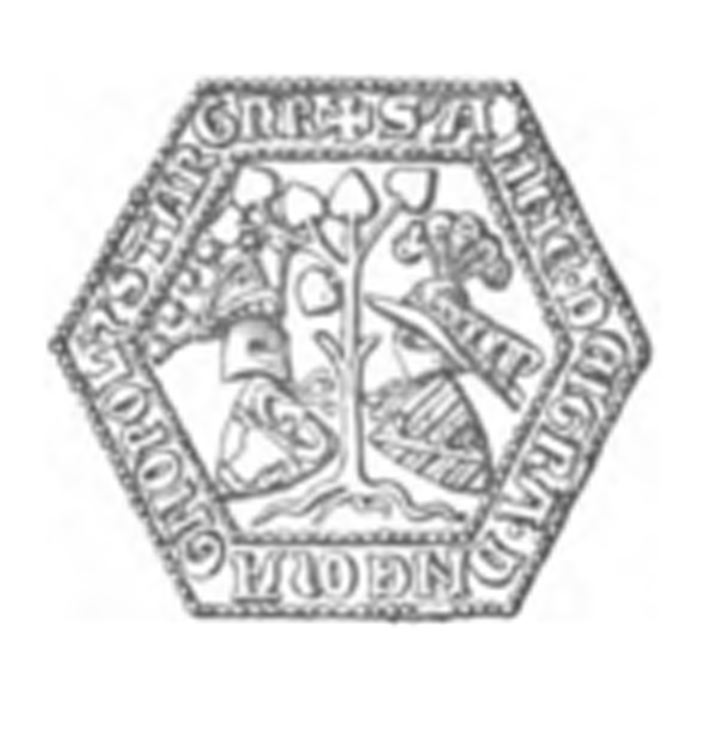
Sello de Ana de Sajonia

Ana de Sajonia-Wittenberg, también llamada en español Ana de Sajonia, Angria y Westfalia, y conocida en alemán como Anna, fue hija de Alberto II de Sajonia y de Inés de Habsburgo (conocida en alemán como Agnes Gertrud von Habsburg); nieta, por ende, de Rodolfo I de Habsburgo.  Ostenta el título de duquesa o de princesa; su padre era duque, su primer marido era heredero de margrave y landgrave, y su segundo esposo, duque o príncipe.  Fue miembro de la casa de Ascania por nacimiento.

## Biografía
Casó en primeras nupcias con Federico el Cojo (alemán: Friedrich der Lahme), hijo mayor de Federico I de Meissen y de Inés de Gorizia-Tirol (alemán: Agnes von Görz und Tirol).  El contrato de bodas está fechado agosto de 1308.  Su matrimonio no produjo descendencia.  Enviudó Ana al morir Federico en batalla, de un flechazo, frente al castillo de Zwenkau en enero de 1315.
Casó de nuevo, esta vez con Enrique II de Mecklemburgo, también en segundas nupcias; la mano de Ana fue otorgada en julio de 1315 por su hermano, Rodolfo I de Sajonia-Wittenberg, con una dote de tresmil marcos; Enrique prometió ceder a Ana la ciudad y el campo de Gadebusch.  Las bodas se celebraron en Dömitz.  A principios de 1317, Enrique obtuvo de Erico VI, rey de Dinamarca (de la cual Mecklemburgo era aliada), un certificado por el cual, en caso de viudez, Ana recibiría de por vida 300 marcos, pensión que sería pagada por el alguacil de Glambaeck, de las rentas de la isla de Fehmern.  En 1323, Enrique y Ana fundaron el convento de las clarisas en Ribnitz; en 1324 realizaron una importante donación.
Con Enrique procreó siete hijos, entre quienes destacan Alberto II de Mecklemburgo, Juan I de Mecklemburgo-Stargard y su hija menor, la nunca canonizada Beata de Ribnitz, venerada en Ribnitz como «Santa Beata»,   también conocida en alemán como Beatrix von Mecklenburg, y cuyo santoral se celebra hasta hoy el 8 de abril.

### Muerte
Falleció Ana en fecha desconocida entre 1327 y 1328; se sabe que aún vivía en la fecha primera y que ya había muerto en la segunda.  Podría haber fallecido en noviembre de 1327, marzo de 1328, o más generalmente durante 1328, según diversas fuentes, pero las fecha tardías no encajarían muy bien con el tercer matrimonio de Enrique, que habría tenido lugar en el segundo trimestre de 1328.  Fue enterrada en Wismar, en el coro de la Iglesia del convento de los franciscanos.

## Homenaje
En enero de 1329, Enrique, su viudo, ya disfrutando de nuevas nupcias, donó derechos y propiedades adicionales al convento de Ribnitz, citando las almas de Ana, a quien recordaba gratamente, y la propia y las de otra familia.